# Apple Pascal
Apple Pascal es una implementación del Pascal para las series de computadoras Apple II y Apple III. Está basado en UCSD Pascal, y al igual que otras implementaciones de UCSD Pascal, se ejecutó en su propio sistema operativo (Apple Pascal Operating System, un derivado del UCSD p-System con extensiones gráficas).
Originalmente lanzado para Apple II en agosto de 1979, justo después de Apple DOS 3.2, Apple Pascal fue pionero en una serie de características que luego se incorporarían al DOS 3.3, así como otras que no se volverían a ver hasta la introducción de ProDOS.
El paquete de software Apple Pascal también incluía utilidades de mantenimiento de disco, y un ensamblador destinado a complementar el «monitor» de ensamblador integrado de Apple. También estaba disponible un compilador FORTRAN (escrito por Silicon Valley Software, de Sunnyvale, California) que compilaba con el mismo p-code de Pascal cuando estaba disponible.

## Comparación de Pascal OS con DOS 3.2
El sistema operativo Apple Pascal introdujo un nuevo formato de disco. En lugar de dividir el disco en sectores de 256 bytes como en DOS 3.2, Apple Pascal lo divide en «bloques» de 512 bytes cada uno. El p-System también introdujo un método diferente para guardar y recuperar archivos. Bajo Apple DOS, los archivos se guardaban en cualquier sector disponible que el sistema operativo pudiera encontrar, independientemente de la ubicación. Con el tiempo, esto podría conducir a fragmentación del sistema de archivos, ralentizando el acceso al disco. Apple Pascal intentó rectificar esto guardando solo bloques consecutivos en el disco.
Otras innovaciones introducidas en el sistema de archivos incluyeron la introducción de una función marca de tiempo. Anteriormente, solo se mostraban el nombre, el tipo básico y el tamaño de un archivo. Los discos también se pueden nombrar por primera vez.
Las limitaciones del p-System incluían nuevas restricciones en el nombre de los archivos. Escribir archivos solo en bloques consecutivos también creaba problemas, porque con el tiempo el espacio libre tendía a fragmentarse demasiado para almacenar nuevos archivos. Se incluyó una utilidad llamada Krunch en el paquete para consolidar el espacio libre.
El mayor problema con el sistema Apple Pascal era que era demasiado grande para caber en un disquete. Esto significaba que en un sistema con una sola unidad de disquete, se necesitaba un intercambio frecuente de discos. Un sistema necesitaba al menos dos unidades de disco para poder utilizar el sistema operativo correctamente.

## Cronología
| Plataforma | Fecha | OS               | Comentarios |
| ---------- | ----- | ---------------- | ----------- |
| Apple II   | 1979  | Apple Pascal 1.0 |             |
|            | 1980  | Apple Pascal 1.1 |             |
|            | 1983  | Apple Pascal 1.2 |             |
|            | 1985  | Apple Pascal 1.3 |             |
| Apple III  | 1981  | Apple Pascal 1.0 |             |
|            | 1983  | Apple Pascal 1.1 |             |